# A.C. Milan w sezonie 1960/1961

Klubowe barwy Milanu

Osiągnięcia i skład piłkarskiego zespołu A.C. Milan w sezonie 1960/61.

## Osiągnięcia
- Serie A: 2. miejsce
- Puchar Włoch: odpadnięcie w 1/8 finału

## Podstawowe dane
- Oficjalna nazwa klubu: Associazione Calcio Milan
- Siedziba klubu: Via Andegari 4
- Boisko: San Siro
- Prezes klubu:  Andrea Rizzoli
- Trener zespołu:  Paolo Todeschini[1];  Nereo Rocco[2]
- Kapitan drużyny:  Nils Liedholm

## Skład zespołu
Bramkarze:
| Włochy | Luciano Alfieri |
| Włochy | Giorgio Ghezzi  |

Obrońcy:
| Włochy | Cesare Maldini      |
| Włochy | Gilberto Noletti    |
| Włochy | Antonio Pasinato    |
| Włochy | Pierluigi Ronzon    |
| Włochy | Sandro Salvadore    |
| Włochy | Giovanni Trapattoni |
| Włochy | Mario Trebbi        |
| Włochy | Francesco Zagatti   |

Pomocnicy:
| Włochy  | Mario David   |
| Szwecja | Nils Liedholm |
| Włochy  | Gianni Rivera |

Napastnicy:
| Brazylia · Włochy | José Altafini     |
| Włochy            | Paolo Barison     |
| Włochy            | Mario Maraschi    |
| Włochy            | Carlo Galli       |
| Włochy            | Santiago Vernazza |